# Søren Kam
Søren Kam ili Sören Kam (Kopenhagen, 2. studenoga 1921. – Kempten, 23. ožujka 2015.) bio je bivši danski časnik Waffen SS-a, dobrovoljac, služio je u 5. SS oklopnoj diviziji "Wiking" i napredovao do čina Obersturmführera (natporučnika). 

## Životopis
Kam je rođen u Kopenhagenu 2. studenog 1921. Bio je pripadnik Danske nacionalsocijalističke radničke stranke. U vrijeme Drugog svjetskog rata odlikovan je Viteškim križem željeznog križa, njemačkim odlikovanjem za iznimnu hrabrost i uspješno vodstvo u bitci. Građanin Zapadne Njemačke postao je 1956.
Kama traži Danska zbog optužbe da je ubio novinskog uređivača Carla Henrika Clemmensena u Kongens Lynbyu, predgrađu Kopenhagena.
Godine 1999., danski ministar pravosuđa Frank Jensen traži izruženje Kama, no Njemačka je izručenje odbila. Isti zahtjev Njemačkoj je poslao Jensenov nasljednik Lene Espersen, no 2007. Njemačka je zahtjev odbila s objašnjenjem da je to ubojstvo bilo pokolj, s toga to djelo spada pod zastaru.
U dokumentarcu iz 2004. danskog glumca Sørena Faulia Min morfars morder Kam je govorio o ubojstvu novinara Clemmensena, u istom je dokumentarcu Clemmensenov unuk oprostio Kamu, ali tražeć njegovo priznanje.
Kam je kasnije priznao da je sudjelovao u otimanju i ubijanju Clemmensena, no smatra da taj slučaj spada pod zastaru i smatra da je smrt Clemmensena nesreća.
U BBC-evom radio programu pod naslovom The Danish Nazi koji je Kama stavio na popis "osam najtraženijih nacističkih ratnih zločinaca", voditelj je stupio u kontakt s Kamom koji mu je dao odgovor na engleskom: "Ja sam dobar čovjek, nisam napravio nikad ništa loše."
Kam sudjeluje na okupljanjima veterana SS-a i u kontaktu je s Himmlerovom kćeri Gudrun Burwitz.

## Sažetak karijere u SS-u

### Nadnevci prokaknuća
| Čin              | Nadnevak promaknuća |
| ---------------- | ------------------- |
| Sturmmann        | 2. rujna 1941.      |
| Rottenführer     | 30. studenog 1941.  |
| Unterscharführer | 20. travnja 1942.   |
| Junker           | 1. svibnja 1942.    |
| Standartenjunker | 1. rujna 1942.      |
| Untersturmführer | 30. siječnja 1943.  |
| Obersturmführer  | 7. veljače 1945.    |

### Odlikovanja
- Znak za blisku brobu u bronci (1944.) i srebru (1945.)
- Pješački jurišni znak u srebru (?)
- Željezni križ drugog (1941.) i prvog (1944.) stupnja
- Ranjenički znak u željezu (?) i srebru (1944.)
- Viteški križ željeznog križa (1945.)